# 67 Ophiuchi
Désignations
67 Ophiuchi (en abrégé 67 Oph) est une étoile de 4e magnitude de la constellation d'Ophiuchus. Elle est considérée comme étant membre de l'amas ouvert Collinder 359 (Melotte 186). Elle est distante d'environ 600 pc (∼1 960 al) de la Terre.
67 Ophiuchi est une supergéante bleue de type spectral B5Ib.